# لشکر ۱۲ زرهی (ایالات متحده آمریکا)
لشکر ۱۲ زرهی ایالات متحده آمریکا (انگلیسی: 12th Armored Division) لشکر زرهی نیروی زمینی ایالات متحده آمریکا بود، که در سال ۱۹۴۲ تأسیس شد و در سال ۱۹۴۵ منحل گردید.
لشکر ۱۲ زرهی، یک لشکر زرهی ارتش ایالات متحده در جنگ جهانی دوم بود. این لشکر در جبهه عملیات اروپا در فرانسه، آلمان و اتریش، بین نوامبر ۱۹۴۴ و مه ۱۹۴۵ جنگید.
ارتش آلمان لشکر دوازدهم زرهی را به دلیل اقدامات دفاعی شدیدش در طول عملیات نوردویند در فرانسه، "لشکر خودکشی" نامید و هنگامی که به طور موقت به فرماندهی ارتش سوم تحت فرماندهی ژنرال جرج پتن منتقل شدند تا از رودخانه راین عبور کنند، به آنها لقب "لشکر مرموز" داده شد.
لشکر ۱۲ زرهی یکی از تنها ده لشکر ایالات متحده (و تنها یکی از دو لشکر زرهی ایالات متحده) در طول جنگ جهانی دوم بود که گروه‌های رزمی آفریقایی-آمریکایی در آن ادغام شده بودند. این گروه با نام گروهان دی شناخته می‌شد. یکی از سربازان آمریکایی آفریقایی‌تبار، گروهبان ادوارد کارتر جونیور، به خاطر شجاعت در نبرد در طول جنگ جهانی دوم، نشان صلیب خدمات ممتاز را دریافت کرد و بعدها پس از مرگش، مدال افتخار را دریافت نمود.